# John Percy (metalúrgico)
John Percy FRS (23 de marzo de 1817 - 19 de junio de 1889) fue un metalúrgico británico.

## Semblanza
John nació en Nottingham en 1817, y era el tercer hijo del abogado Henry Percy. Fue a una escuela privada en Southampton y luego regresó a Nottingham, donde asistió a las clases de química impartidas por el Sr. Grisenthwaite en la escuela local de medicina. Deseaba convertirse en químico; pero el deseo de su padre era que se graduara en medicina, y en abril de 1834 fue llevado por su hermano Edmund a París para comenzar sus estudios de medicina. Mientras estuvo en París asistió a las conferencias de Louis Joseph Gay-Lussac y Louis Jacques Thénard sobre química, así como a las de Antoine-Laurent de Jussieu sobre botánica.
En 1836, Percy realizó una gira por Suiza y el sur de Francia e hizo una colección de muestras mineralógicas y botánicas. Luego se fue a Edimburgo, donde se convirtió en alumno de Charles Bell y amigo de Edward Forbes. En 1838 se graduó como médico en la universidad y recibió un medalla de oro por una tesis sobre la presencia de alcohol en el cerebro después del envenenamiento por esta sustancia. En 1839 fue elegido médico del Queen's Hospital de Birmingham, pero, al tener medios privados, no ejerció.
La industria local despertó su interés por la metalurgia. En 1846 trabajó con David Forbes y William Hallowes Miller sobre las escorias cristalizadas. En 1847 se convirtió en Miembro de la Royal Society y sirvió en el consejo de 1857 a 1859. En 1851 fue elegido miembro de la Sociedad Geológica y fue nombrado profesor de metalurgia en la recién fundada Metropolitan School of Science de Londres, a las órdenes de Henry de la Beche; el puesto se convirtió más adelante en una cátedra. Percy ejerció una gran influencia mientras ocupó este cargo en la metalurgia como disciplina y posteriormente a través de sus alumnos. El proceso de la plata fue el único procedimiento metalúrgico que realmente inventó, pero su trabajo sugirió otros; y el convertidor Gilchrist-Thomas para fabricar acero a partir de minerales de hierro que contienen fósforo fue descubierto por dos sus alumnos como resultado de su trabajo.
En 1851 se comprometió a supervisar el análisis de un gran número de muestras de hierro y acero recogidas por su amigo Samuel Holden Blackwell (que pasaron al Museo de Jermyn Street). Sus resultados fueron un primer intento de realizar un estudio de los recursos nacionales de mineral de hierro.
Percy fue nombrado profesor de metalurgia para los oficiales de artillería en Woolwich, alrededor de 1864, y mantuvo este puesto hasta su muerte. Fue nombrado superintendente de las Casas del Parlamento el 6 de febrero de 1865. También fue miembro de las comisiones del Secretario de Guerra sobre la aplicación del hierro con fines defensivos (1861), y sobre los escudos de "Gibraltar" (1867), y de las comisiones reales sobre el carbón (1871), y sobre la combustión espontánea del carbón en los barcos (1875). En 1876 se le concedió la medalla Bessemer del Instituto del Hierro y del Acero, del que fue presidente durante 1885 y 1886. En diciembre de 1879 el gobierno decidió completar el traslado de la Real Escuela de Minas del Museo de Geología Práctica de Jermyn Street a South Kensington. Opuesto al traslado, Percy se ofreció dos veces a reconstruir el laboratorio metalúrgico en Jermyn Street; pero su oferta fue rechazada y en diciembre de 1879 renunció. Percy distribuyó un folleto que contenía sus puntos de vista sobre el tema. En 1887 recibió el premio Millar del Instituto de Ingenieros Civiles.
En 1889, Percy recibió la Medalla Albert de la Sociedad de las Artes en su lecho de muerte, con las palabras "Mi trabajo ha terminado". Murió el 19 de junio de 1889. Se había casado en 1839 con Grace, hija de John Piercy de Warley Hall, Birmingham. Su esposa murió en 1880.
Percy frecuentaba el Athenæum Club y el Garrick Club, y escribía cartas a The Times, bajo la firma "Y". Denunció el movimiento Home Rule en su discurso presidencial ante el Instituto del Hierro y el Acero en 1886. Su colección de acuarelas y grabados se dispersó al ser vendida en 1890; el catálogo manuscrito de las acuarelas fue adquirido por el Museo Británico. La colección de muestras metalúrgicas de Percy fue depositado en el Museo de South Kensington.

## Trabajos
- Experimentos [sobre] la presencia de alcohol en los ventrículos del cerebro después del envenenamiento por ese líquido [1839].
- Sobre la importancia del conocimiento científico especial para el metalúrgico práctico (publicación gubernamental), 1852.
- Sobre el tratamiento metalúrgico y ensayo de minerales de oro, 1852; 2ª edición, 1853.
- Tratado sobre metalurgia, incluido el vol. I. Sobre combustible, cobre, zinc y latón; vol. ii. Sobre el hierro y el acero, 1864, 2ª edición 1875; vol. iii. Sobre el plomo, 1870; y vol. IV. Sobre la plata y el oro, 1880. Los resultados de su estudio de 1851 se incluyeron en el volumen sobre el hierro y el acero. Este tratado fue la primera obra de este tipo escrita en los tiempos modernos. Permaneció incompleto, pero contenía más de 3.500 páginas concisas con descripciones de procesos metalúrgicos, discusión de los problemas químicos que implicaban, a menudo basados en la investigación original del autor, y sugerencias para futuras investigaciones. El libro fue traducido al francés y al alemán y se convirtió en un clásico. Incluyó trabajo sobre aleaciones, el descubrimiento de Percy del bronce de aluminio y su opinión de que en muchos lugares la Edad del Hierro precedió a la Edad del Bronce.
- Sobre la fabricación de chapa de hierro rusa, 1871.

El "Catálogo" de la Royal Society (vols. iv. viii. y x.) enumeró 21 artículos publicados por Percy individualmente, uno con W. H. Miller y otro con R. Smith. Además de estos, publicó dos discursos presidenciales al Instituto del Hierro y el Acero en su "Journal" (1885, i. 8 y 1886, i. 29), y un artículo "Sobre el alambre de acero de alta tenacidad" (1886). , I. 162). En 1848 contribuyó con un artículo a The Chemist (vol. ip 248) sobre un modo de extraer plata de sus minerales (dependiendo de la solubilidad del cloruro en tiosulfato de sodio), lo que condujo al proceso de Von Patera, utilizado en Joachimsthal, y el proceso de Russell, utilizado en el oeste de Estados Unidos.